# Vicent Gil Ros
Vicent Gil Ros (Carpesa, València, 1976) és un esportista valencià, medallista olímpic en natació adaptada als Jocs Paralímpics de 2000, 2004 i 2008.
De jove va patir un accident de trànsit que l'obligà a moure's en cadira de rodes. Per contra va començar a practica la natació en el seu procés de rehabilitació el que li ha permès realitzar un prolífica carrera com a nadador.
La seua primera participació en uns Jocs Paralímpics és l'any 2000 a Sydney on aconsegueix l'or en la categoria 4x50 metres estils. Quatre anys més tard, a Atenes 2004, aconsegueix la plata en 50 metres braça, metall que va repetir als Jocs Paralímpics d'estiu de 2008 a Pequín. També a Pequín aconseguí el bronze en 4x50 metres relleus. A més, en els de Londres 2012 va acumular una vuitena plaça en la prova de 50 metres braça, un resultat que va repetir en Rio 2016. Des de Sydney ha participat en totes les edicions excepte a la de Tòquio de 2020.
Vicent Gil també ha aconseguit destacats resultats als campionats mundials i europeus com en el III Campionat del Món d'IPC a Mar del Plata (Argentina) en 2002, en el qual va aconseguir la plata en la modalitat dels 50 metres braça. Així mateix, també va aconseguir plata en el Campionat Alemany en 2003 en els 200 metres estils. En el Campionat del Món de Natació de 2006 es va emportar el bronze amb els 50 metres braça.
El seu poble natal, Carpesa, li va dedicar una plaça l'any 2011.

## Palmarès
| Jocs paralímpics | Jocs paralímpics | Jocs paralímpics | Jocs paralímpics |
| Any              | Seu              | Posició          | Prova            |
| ---------------- | ---------------- | ---------------- | ---------------- |
| 2000             | Sydney           | 1                | 4 × 50 m estils  |
| 2004             | Atenes           | 2                | 50 m braça SB3   |
| 2008             | Pequín           | 2                | 50 m braça SB3   |
| 2008             | Pequín           | 2                | 4 × 50 m estils  |